# Rimbalzo

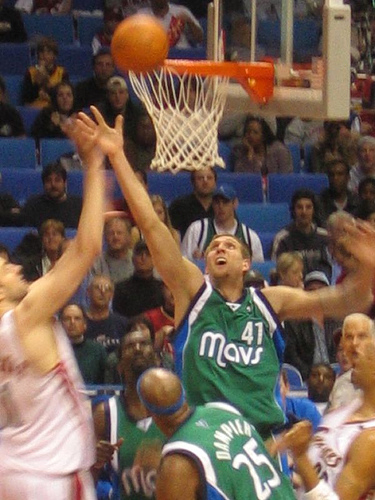
Dirk Nowitzki al rimbalzo.

Nella pallacanestro, il rimbalzo è il recupero del pallone (che rimbalza sul ferro dell'anello) dopo un tiro sbagliato.

## Tipologia
Può essere offensivo (dopo un tiro effettuato sbagliato) o difensivo (dopo un tiro subito sbagliato). Il rimbalzo è un fondamentale importante tanto in difesa, dove dà l'opportunità di ripartire in contropiede, quanto in attacco, dove offre una seconda possibilità di tiro.
Sapersi piazzare a rimbalzo è necessario per un buon giocatore, e fondamentale è il tagliafuori: si cerca di porsi davanti al proprio avversario e lo si tiene dietro, impedendogli di saltare a rimbalzo ed anticipandolo.

## Record
Nel campionato italiano maschile di pallacanestro, dal 1975-76 il record dei rimbalzi offensivi è di Eugene McDowell, che afferrò 172 rimbalzi in 30 gare (in media 5,73 a partita). Per quanto riguarda quelli difensivi, è Charles Shackleford a primeggiare, con una media di 11,75 (564 in 48 partite con Caserta).
In NBA, il record del totale dei rimbalzi dal 1950-1951 appartiene a Wilt Chamberlain, con 23924 durante tutta la carriera, seguito da Bill Russell, 21620, e Moses Malone, 17834.
Chamberlain detiene anche il record di rimbalzi catturati in una partita, con 55.
Miglior media rimbalzi a partita dalla stagione 1978-79 alla 2017-18:
1978-79 Moses Malone (Houston Rockets) : 17.6
1979-80 Swen Nater (San Diego Clippers) : 15.0
1980-81 Moses Malone (Houston Rockets) : 14.8
1981-82 Moses Malone (Houston Rockets) : 14.7
1982-83 Moses Malone (Philadelphia 76ers) : 15.3
1983-84 Moses Malone (Philadelphia 76ers) : 13.4
1984-85 Moses Malone (Philadelphia 76ers) : 13.1
1985-86 Bill Laimbeer (Detroit Pistons) : 13.1
1986-87 Charles Barkley (Philadelphia 76ers) : 14.6
1987-88 Michael Cage (Los Angeles Clippers) : 13.0
1988-89 Hakeem Olajuwon (Houston Rockets) : 13.5
1989-90 Hakeem Olajuwon (Houston Rockets) : 14.0
1990-91 David Robinson (San Antonio Spurs) : 13.0
1991-92 Dennis Rodman (Detroit Pistons) : 18.7
1992-93 Dennis Rodman (Detroit Pistons) : 18.3
1993-94 Dennis Rodman (San Antonio Spurs) : 17.3
1994-95 Dennis Rodman (San Antonio Spurs) : 16.8
1996-97 Dennis Rodman (Chicago Bulls) : 16.1
1997-98 Dennis Rodman (Chicago Bulls) : 15.0
1998-99 Chris Webber (Sacramento Kings) : 13.0
1999-00 Dikembe Mutombo (Atlanta Hawks) : 14.1
2000-01 Dikembe Mutombo (Atl Hawks/Phi 76ers) : 13.5
2001-02 Ben Wallace (Detroit Pistons) : 13.0
2002-03 Ben Wallace (Detroit Pistons) : 15.5
2003-04 Kevin Garnett (Minnesota Timberwolves) : 13.9
2004-05 Kevin Garnett (Minnesota Timberwolves) : 13.5
2005-06 Kevin Garnett (Minnesota Timberwolves) : 12.7
2006-07 Kevin Garnett (Minnesota Timberwolves) : 12.8
2007-08 Dwight Howard (Orlando Magic) : 14.2
2008-09 Dwight Howard (Orlando Magic) : 13.8
2009-10 Dwight Howard (Orlando Magic) : 13.2
2010-11 Kevin Love (Minnesota Timberwolves) : 15.2
2011-12 Dwight Howard (Orlando Magic) : 14.5
2012-13 Dwight Howard (Los Angeles Lakers) : 12.4
2013-14 DeAndre Jordan (Los Angeles Clippers) : 13.6
2014-15 DeAndre Jordan (Los Angeles Clippers) : 15.0
2015-16 Andre Drummond (Detroit Pistons) : 14.8
2016-17 Hassan Whiteside (Miami Heat) : 14.1
2017-18 Andre Drummond (Detroit Pistons) : 16.0